# Carl Emil Weber
Carl Emil Weber (* 10. April 1843 in Heidelberg; † 3. September 1898 ebenda) war Diplomat und Mitglied des Deutschen Reichstags.

## Leben
Weber war der Sohn von Georg Weber und besuchte Schulen in Heidelberg und die dortige Ruprecht-Karls-Universität. Während seines Studiums wurde er 1863 Mitglied der Burschenschaft Allemannia Heidelberg. Später war er sieben Jahre deutscher Vizekonsul in St. Petersburg. Seit 1889 war er Mitglied des Preußischen Abgeordnetenhauses für den Wahlkreis Jerichow II. und I und seit 1895 Mitglied der II. Badischen Kammer. Von 1887 bis 1890 gehörte er zum Vorstand der Nationalliberalen Partei.
Von 1893 bis 1898 war er Mitglied des Deutschen Reichstages für den Wahlkreis Großherzogtum Baden 12 (Heidelberg, Mosbach) und die Nationalliberale Partei.